# Good Charlotte
Good Charlotte és un grup de musica pop-punk dels Estats Units. Va néixer a Waldorf, un poble de Maryland, a la costa est. Es va formar l'any 1996.
El nom de "Good Charlotte" prové del títol d'un llibre infantil anomentat: Good Charlotte: The Girls Of Good Day Orphenage de Carol Beach York. Han gravat un total de 6 àlbums d'estudi.
El grup està format per dos germans bessons, el Joel i el Benji Madden, i els seus amics, Billy Martin i Paul Thomas; també tenen un bateria que ha anat canviant, actualment és Dean Butterworth. Les cançons són escrites principalment per Joel i Benji tot i menys freqüentment pel Billy.

## Història

### L'aparició de Good Charlotte
El 1999 Good Charlotte va fer-se popular tocant en clubs i festes reduïdes però van trobar l'oportunitat a la gira per la costa est dels EUA.
Poc després Good Charlotte va tocar algunes dates amb Blink 182 que gaudien de l'èxit de l'àlbum Enema of The State. Good Charlotte va començar anant amunt i avall fins a acabar a les portes d'un festival de Filadèlfia de rock modern: Y100, que va fer escampar la cançó de "Little Things". Va ser tot un èxit i van captar l'atenció de molts productors. GC va firmar per Epic Records el 1999.

### El gran èxit: The Young and the Hopeless
El 2002, The Young and the Hopeless (El jove i el desesperançat) va marcar la història de Good Charlotte. El segon àlbum del grup nord-americà va rebre 3 certificats de platí de la RIAA "Recording Industry Association of America",(3 milions de còpies venudes).
El trencador senzill "Lifestyles of the Rich and the Famous" va ser molt xocant. Inclou "The Anthem", "Girls and Boys", "Hold on"...

### The Chronicles of Life and Death
El 5 d'octubre de 2004, amb els senzills "Predictable", "I Just Wanna Live", "We Believe" i "The Chronicles Of Life and Death" va ser llançat l'àlbum The Chronicles of Life and Death, aquest àlbum va guanyar un Grammy pel millor àlbum de rock. L'àlbum té dues versions: la versió "Life", amb el bonus track "Falling Away", i la versió "Death", amb el bonus track "Meet My Maker", i passats uns minuts de silenci, la balada "Wounded".

### Good Morning Revival
L'últim disc del grup es titula Good Morning Revival. Van treure els senzills "Keep Your Hands Off My Girl", "The River" (amb la col·laboració especial de M. Shadows i Synyster Gates de la banda Avenged Sevenfold), i "Dance Floor Anthem".

## Membres

### Membres actuals
- Joel Ryan Reuben Madden: va néixer a Waldorf, Maryland l'11 de març de 1979. Vocalista i compositor del grup, i en algunes ocasions també guitarrista. Les seves influències musicals són: The Cure, Weezer, Beastie Boys, Oasis. L'11 de gener de 2008 va néixer la seva primera filla, Harlow Winter Kate Madden, la mare és Nicole Richie.

- Benjamin Levi Madden: conegut com a Benji. Va néixer l'11 de març de 1979 a Waldorf, Maryland. Guitarrista, segona veu i compositor del grup.

- William Dean Martin: conegut com a Billy. Va néixer el 15 de juny de 1981. Guitarrista principal i teclista. Es va unir al grup a aparèixer amb la seva guitarra acústica en un dels shows de la banda, quan encara pertanyia a la banda Overflow. Té a més una línia de roba anomenada Level 27.

- Paul Anthony Thomas: va néixer el 5 d'octubre de 1980. Baixista. Es va unir a la banda a 1996, quan van decidir - juntament amb Joel, Benji i Aaron - crear una banda, a la que més tard s'uniria Billy, formant així Good Charlotte. Ara també té el seu propi Myspace amb la seva música.

- Dean Butterworth: conegut com a Deano. Va néixer el 26 de setembre de 1976 a Rochdale, Lancashire, Anglaterra. Bateria. Va arribar als Estats Units als 6 anys. Es va unir a la banda després que Chris Wilson renunciés.

### Membres anteriors
- Aaron Escolopio: Bateria (1996-2001)
- Dusty: Bateria (2001-2002)
- Chris Wilson: Bateria (2003-2005)

## Discografia
- 2000: Good Charlotte
- 2002: The Young and the Hopeless
- 2004: The Chronicles of Life and Death
- 2007: Good Morning Revival
- 2008: Greatest Remixes
- 2010: Cardiology
- 2016: Youth Autority
- 2018: Generation Rx

## Senzills
| Any  | Senzills                                          | Posició | Posició   | Posició         | Posició | Posició | Posició | Posició | Posició | Àlbum                            |
| Any  | Senzills                                          | U. S.   | U. S. Pop | U. S. Mod. Rock | UK      | AUS     | ITA     | GER     | NZ      | Àlbum                            |
| ---- | ------------------------------------------------- | ------- | --------- | --------------- | ------- | ------- | ------- | ------- | ------- | -------------------------------- |
| 2001 | "Little Things"                                   | –       | –         | 23              | –       | 61      | –       | –       | –       | Good Charlotte                   |
| 2001 | "The Motivation Proclamation"                     | 65      | –         | –               | –       | 78      | –       | –       | –       | Good Charlotte                   |
| 2001 | "The Click" ²                                     |         |           |                 |         |         |         |         |         | Good Charlotte                   |
| 2001 | "Festival Song"                                   | –       | –         | –               | –       | –       | –       | –       | –       | Good Charlotte                   |
| 2002 | "Lifestyles of the Rich & Famous"                 | 20      | 11        | 11              | 8       | 17      | 48      | 27      | 33      | The Young and the Hopeless       |
| 2003 | "The Anthem"                                      | 43      | 23        | 10              | 10      | 14      | 42      | 52      | 27      | The Young and the Hopeless       |
| 2003 | "Girls & Boys"                                    | 48      | 25        | –               | 6       | 33      | 34      | 47      | 25      | The Young and the Hopeless       |
| 2003 | "The Young & the Hopeless"                        | –       | –         | 28              | 34      | –       | –       | –       | –       | The Young and the Hopeless       |
| 2003 | "Hold On"                                         | 63      | 31        | –               | 34      | –       | –       | 67      | –       | The Young and the Hopeless       |
| 2004 | "Predictable"                                     | 106     | –         | 28              | 9       | 15      | 53      | 29      | 27      | The Chronicles of Life and Death |
| 2005 | "I Just Wanna Live"                               | 51      | 29        | –               | 9       | 12      | 9       | 19      | 6       | The Chronicles of Life and Death |
| 2005 | "The Chronicles of Life and Death" 3              |         |           |                 | 30      | 31      | 50      | 65      | –       | The Chronicles of Life and Death |
| 2005 | "We Believe"                                      | –       | –         | –               | –       | –       | –       | 38      | –       | The Chronicles of Life and Death |
| 2007 | "The River" (amb M. Shadows and Synyster Gates)   | 39      | 39        | 38              | 108     | –       | –       | 40      | –       | Good Morning Revival             |
| 2007 | "Keep Your Hands off My Girl" 3                   |         |           |                 | 23      | 5       | 12      | 32      | 20      | Good Morning Revival             |
| 2007 | "Dance Floor Anthem (I Don't Want to Be in Love)" | 25      | 13        | –               |         | 2       | –       | –       | 11      | Good Morning Revival             |
| 2007 | "Misery" 3                                        |         |           |                 |         | 24      | –       | –       | –       | Good Morning Revival             |
| 2008 | "Where Would We Be Now"                           | –       | –         | –               | –       | –       | –       | –       | –       | Good Morning Revival             |
| 2010 | Like It's Her Birthday                            |         |           |                 |         |         |         |         |         | Cardiology                       |
| 2010 | Sex on the Radio                                  |         |           |                 |         |         |         |         |         | Cardiology                       |
| 2011 | Last Night                                        |         |           |                 |         |         |         |         |         | Cardiology                       |
| 2011 | 1979                                              |         |           |                 |         |         |         |         |         | Cardiology                       |
| 2015 | Makeshift Love                                    |         |           |                 |         |         |         |         |         | Youth Authority                  |
| 2016 | 40 oz. Dream                                      |         |           |                 |         |         |         |         |         | Youth Authority                  |
| 2016 | Life Can't Get Much Better                        |         |           |                 |         |         |         |         |         | Youth Authority                  |
| 2017 | Awful Things                                      |         |           |                 |         |         |         |         |         |                                  |
| 2018 | Actual Pain                                       |         |           |                 |         |         |         |         |         | Generation Rx                    |
| 2018 | Shadowboxer                                       |         |           |                 |         |         |         |         |         | Generation Rx                    |

Notes:
- Un espai en blanc indica que la cançó no va ser llançada en aquest país.
- - Indica que la cançó va ser posada a la venda, però no va entrar a les llistes.
- ² Senzill promocional.
- 3 No va ser llançada als Estats Units i Canadà.

## DVD
| Any  | Informació                                                                | Posició | Posició | Certificació            |
| Any  | Informació                                                                | EUA     | AUS     | Certificació            |
| ---- | ------------------------------------------------------------------------- | ------- | ------- | ----------------------- |
| 2003 | Video Collection - Vídeo de compilacions - LLançat: 18 de novembre, 2003  | 4       | —       | RIAA: Platino ARIA: Oro |
| 2004 | Live at Brixton Academy - Concert en directe - Llançat: 5 d'octubre, 2004 | 2       | —       | ARIA: Oro               |
| 2006 | Fast Future Generation - "Documental" - Llançat: 26 de desembre, 2006     | —       | —       |                         |